# Grivin
Grivin (cyr. Гривин) – wieś w Bośni i Hercegowinie, w Republice Serbskiej, w gminie Rudo. W 2013 roku liczyła 15 mieszkańców.